# Son Flor

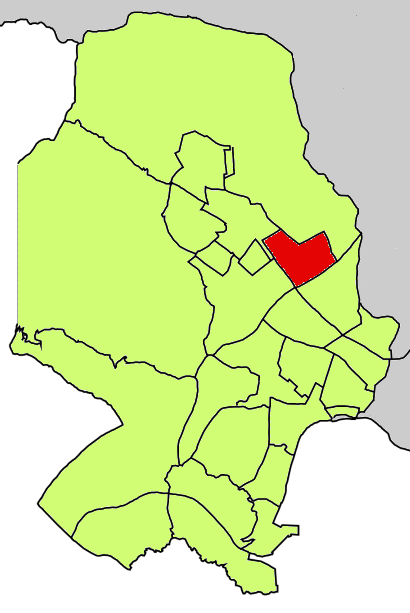
Localització de Son Flor respecte del Districte de Ponent.

Son Flor és un barri de la ciutat de Palma situat al districte de Ponent. Es troba envoltat pels barris de Son Serra-La Vileta, Son Anglada, Son Rapinya i, Son Cotoner.
Tenia 1.371 habitants l'any 2018. En aquest barri s'hi troba l'estadi de Son Moix, camp local del Reial Club Deportiu Mallorca.

## Transport públic
Per la rodalia del barri passen dues línies de l'EMT de Palma:
- Línia 6: Polígon de Llevant-Can Valero
- Línia 8: Son Roca